# Metalimnobia (Tricholimonia) grahami
Metalimnobia (Tricholimonia) grahami is een tweevleugelige uit de familie steltmuggen (Limoniidae). De soort komt voor in het Afrotropisch gebied.